# Estádio do Bessa
Estádio do Bessa (în prezent Estádio do Bessa XXI) este un stadion de fotbal situat în zona Boavista din Porto, Portugalia, folosit de Boavista.
Ca și alte stadioane utilizate la Euro 2004, Bessa a fost un stadion nou construit peste tribunele vechi pe etape, ceea ce a permis Boavistei să continue să joace acolo. Fostul 'Campo do Bessa' a existat pe același loc ca noul stadion din 1911.
Costurile de construcție s-au ridicat la €45,164,726, din care €7,785,735 au fost acordate de statul portughez, și are o capacitate totală pe locuri de 28,263. Acesta a fost proiectat de Grupo3 arquitectura.

## Meciuri găzduite la Euro 2004
| Data          |           | Rezultat |          | Runda   |
| ------------- | --------- | -------- | -------- | ------- |
| 16 iunie 2004 | Grecia    | 1-1      | Spania   | Grupa A |
| 19 iunie 2004 | Letonia   | 0-0      | Germania | Grupa D |
| 22 iunie 2004 | Danemarca | 2-2      | Suedia   | Grupa C |

## Meciuri jucate de Portugalia
| #  | Data              | Scor | Adversar    | Competiție                     |
| -- | ----------------- | ---- | ----------- | ------------------------------ |
| 1. | 16 noiembrie 1988 | 1-0  | Luxemburg   | Cupa mondială 1990 calificare  |
| 2. | 19 iunie 1993     | 4-0  | Malta       | Cupa mondială 1994 calificarea |
| 3. | 27 martie 2002    | 1-4  | Finlanda    | Amical                         |
| 4. | 7 octombrie 2006  | 3-0  | Azerbaidjan | Calificările pentru Euro 2008  |
| 5. | 1 septembrie 2016 |      | Gibraltar   | Amical                         |

## Legături externe
- Grupo3 arquitectura Arhivat în 28 septembrie 2007, la Wayback Machine.

1. ↑  http://www.worldofstadiums.com/europe/portugal/estadio-do-bessa-seculo-xxi/